# La Croix-en-Touraine
La Croix-en-Touraine település Franciaországban, Indre-et-Loire megyében. Lakosainak száma 2484 fő (2022. január 1.). La Croix-en-Touraine Francueil, Amboise, Bléré, Civray-de-Touraine és Dierre községekkel határos.

## Népesség
A település népességének változása:
| Lakosok száma | 1188 | 1668 | 1798 | 2145 | 2156 | 2177 | 2294 | 2379 | 2410 | 2484 |
|               | 1968 | 1982 | 1990 | 2006 | 2013 | 2015 | 2017 | 2019 | 2020 | 2022 |